# 卡洛威縣 (肯塔基州)
卡洛威县（英語：Calloway County）是美國肯塔基州西南部的一個縣，東臨肯塔基湖，東南、南界田納西州。面積1,064平方公里。根据美國2000年人口普查，共有人口35,421人。縣治莫雷（Murray）。
成立於1821年12月19日。縣名紀念當地早期的拓荒者理查·卡洛威 （Richard Callaway，縣名的寫法為文書錯誤）。